# Santuario di Nostra Signora della Bastia

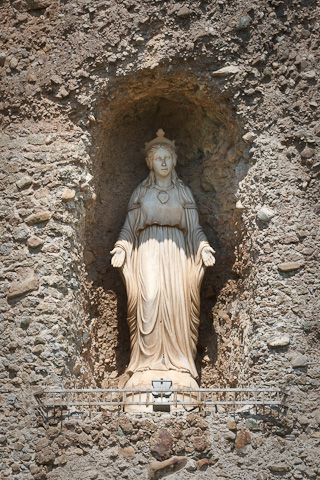
Statua presente di fronte al Santuario

Il santuario di Nostra Signora della Bastia è un luogo di culto cattolico situato nella località di Bastia nel comune di Busalla, nella città metropolitana di Genova.

## Storia e descrizione
Il santuario mariano è ubicato presso la località di Bastia, un piccolo borgo di Busalla. Secondo una leggenda locale, nella prima metà del XVII secolo fu ritrovata in una fessura della roccia - miracolosamente - una statuina della Madonna; ancora oggi essa è conservata sul timpano esterno della facciata del santuario.
Nel 1660 fu eretta la prima cappella campestre e solo in seguito ampliata e spostata in un luogo più idoneo, nel 1722. Adiacente al santuario, nel 1946 vi fu incastonata in una grotta una statua marmorea della Vergine, opera dello scultore genovese Gio Batta Airaldi.